# Robert Knobloch
Robert Knobloch (* 1969) je podnikatel, lobbista a bývalý politik za Občanskou demokratickou stranu (ODS). V ODS působil v letech 2006 až 2023. Po roce 2010 působil jako předseda olomoucké ODS. Byl také členem výkonné rady ODS. V letech 2010 až 2013 působil v dozorčí radě Lesů ČR. Byl také členem dozorčí rady Povodí Moravy. Je brán za vlivného politického aktéra v Přerově a na Olomoucku.

## Život

### Politická angažovanost
Do komunální politiky ho přivedl podnikatel Jaroslav Čermák (ODS), který byl toho času radní a předseda místní organizace v Přerově.  Čermák byl jedním z radních, které policisté v roce 2012 obvinili kvůli podezřelému předražování městských zakázek, avšak později byl zproštěn obžaloby a celý soudní proces byl prohlášen za nezákonný. Opozice, která silně prosazovala konec hazardu, tohoto politika v minulosti kritizovala i za to, že o tomto tématu hlasoval v zastupitelstvu, přitom vlastní budovy, ve kterých se hazard provozoval. Podle opozice přitom Přerov chrání hazard právě kvůli lidem napojeným na ODS.
Od roku 2010 byl předsedou regionálního sdružení ODS - Olomouc, místopředsedou místního a oblastního sdružení a členem celostátní výkonné rady ODS.
V roce 2010 ho ministr zemědělství Ivan Fuksa (ODS) jmenoval do dozorčí rady státního podniku Povodí Moravy. K 1. lednu 2011 byl ministrem nominován také do dozorčí rady Lesů České republiky. Z té ho v roce 2013 odvolal ministr zemědělství Miroslav Toman.
Roku 2012 Hospodářské noviny zjistily, že v roce 2011 pocházela desetina všech stranických sponzorských darů ODS z přerovské buňky. Tamní dary propojovalo právě jméno Knoblocha. V letech 2010 až 2011 došly ODS z Přerova stranické sponzorské dary v celkové výši 19 milionů korun, bylo to v době, kdy Knobloch získal pozice v dozorčích radách.
Knobloch poslal za své působení v ODS straně finanční dary v celkové sumě 1,5 milionu korun. Po vypuknutí kauzy s ovlivněním silničních zakázek v roce 2023 předseda ODS Petr Fiala vyloučil, že by dary vraceli.

### Podnikatelská činnost
Podniká zejména v oblasti nemovitostí a hazardu.
Spoluvlastní společnost Revispol, která se specializuje zejména na revize technických zařízení. A inkasovala v uplynulých letech také veřejné zakázky v řádech stovek tisíc až milionů korun od Lesů ČR, středních a vysokých škol nebo Správy železnic. Spolu s ním firmu provozuje jihočeský hejtman a šéf Asociace krajů České republiky Martin Kuba (ODS). Knobloch v roce 2012 podpořil Kubu v jeho kandidatuře na post 1. místopředsedy ODS.

## Kauza Autostráda
V roce 2023 byl detektivy z Národní centrály proti organizovanému zločinu obviněn v kauze ovlivnění dopravních zakázek na Olomoucku. Robert Knobloch měl být jednou z hlav zločinecké skupiny, kterou s ním vedl další člen ODS Michal Zácha. Podle tajně pořízených nahrávek spolu Zácha a Knobloch řešili nejen ovlivňování dopravních zakázek, ale třeba i výběr nového ředitele krajské správy silnic, milionové půjčky nebo předávání peněz. Knoblochovi členové skupiny přezdívali „Česnek“ (podle německého slova Knoblauch). Úplatky šly například zástupci stavební firmy PORR. Knobloch i Zácha v reakci na obvinění vystoupili z ODS. Zácha měl být Knoblochovi zavázán také bezúroční půjčkou ve výši dvou milionů korun. Podle vyšetřování detektivů měl Knobloch vytvořenou síť kontaktů, která vedla i k členům vlády Petra Fialy.
Knobloch byl nejdříve stíhán vazebně, ale v listopadu 2023 byl propuštěn na kauci ve výši jednoho milionu korun.
Olomoucký kraj si nechal zpracovat analýzy kvality silničních prací. Kontroly se zaměřily na silnice druhých tříd mezi Olomoucí a Slatinicemi a z Litovle do místní části Unčovice. Ty odhlalily, že nebyla správně provedená skladba vrstev vozovky. Stavební firmy také účtovaly odvoz dehtu z původní silnice, který ale neprovedly a ukryly ho do nových staveb.
Republikový sněm ODS kvůli kauze v prosinci 2023 rozpustil přerovskou buňku. Buňka byla obnovena v březnu 2024 pod vedením lokálních politiků, kterými byli Petr Caletka, Petr Kouba a Jakub Navařík. Do místního sdružení se nově přihlásila pouze třetina členů oproti původnímu rozsahu.